# Palaemonetes intermedius
Palaemonetes intermedius är en kräftdjursart som beskrevs av Lipke Bijdeley Holthuis 1949. Palaemonetes intermedius ingår i släktet Palaemonetes och familjen Palaemonidae. Inga underarter finns listade i Catalogue of Life.